# Fábrica de loza de los Ledesma
La fábrica de loza de los Ledesma fue una industria fabril del siglo xviii instalada en los arrabales de la ciudad de Segovia, posiblemente en el barrio de San Lorenzo. Desaparecida antes del inicio del siglo xix, a pesar de su abundante producción documentada, no ha podido llegar a determinarse el lugar exacto de su ubicación ni se conservan apenas restos del material en ella fabricado. Su posible importancia en el contexto de la industria de la loza en el siglo xviii deviene del supuesto de que fue algo más que una simple fábrica de alfarería común (loza basta). Puede considerarse un claro precedente de la fábrica de loza La Segoviana, emporio local del siglo xix también desaparecido, que en su última etapa tuvo a Daniel Zuloaga como uno de sus colaboradores.

## Historia
Activa entre la primera mitad y finales del siglo xviii, la primera fábrica de loza de la que se tiene noticia fue fundada por los hermanos Tomás y Manuel Ledesma, según documentan el Catastro de Ensenada, los trabajos enciclopédicos de Eugenio Larruga o Pascual Madoz, además del registro de la Sociedad Económica de Amigos del País en Segovia y la Única Contribución del Censo de Frutos y Manufacturas de 1784. Por su parte, el historiador Joan Ainaud de Lasarte, siguiendo el relato de Larruga, la presenta así: 

Segovia cuenta con una tradición de cierta importancia. En 1752 consta que se hallaban establecidos en aquella ciudad Manuel y Tomás Ledesma, quienes imitaban la loza boloñesa... Hacia 1774 los Ledesma lograron imitar la loza inglesa, como sucedió en otros lugares de España.

 Ampliando información en el relato original de Larruga, el Catastro de Ensenada y en noticias recogidas en documentos adicionales de otros organismos oficiales, se sabe que los Ledesma, vecinos de la parroquia segoviana de San Millán, se asociaron para montar el alfar, quedando Manuel Ledesma como oficial alfarero y Tomás como maestro o encargado, aunque las atribuciones de ambos aparecen de manera contradictoria en diversos documentos; se sabe también que, como era de rigor entre los artesanos de la época, solicitaron a Carlos III el título de fábrica real (que al parecer solo se les concedería de manera parcial, para la venta al por mayor, según Larruga). A partir de 1780 tuvieron el apoyo y respaldo económico de la Junta General de Comercio y se les condecoró como socios de mérito y fueron recomendados al conde de Floridablanca.
Aparecen mencionados en un documento de 1756 (Archivo Municipal de Segovia) como «fábrica de loza fina de la clase de la de Alcora, Sevilla y Talavera», y en el Censo de Manufacturas de 1784, junto a otras industrias cerámicas contemporáneas, como las de Alcora, Teruel, Plasencia de Jalón, Toledo, Oviedo, Rambla, Antequera y Triana.

### Características
Es Larruga el que advierte que los Ledesma ampliaron la producción de lozas a productos más cuidados cuando «vieron tarrinas y otras piezas de Bolonia para la servidumbre de la Sra. Reyna viuda». En un informe de la Junta General de Comercio se explica que 

...trabajan barro fino y ordinario, en 3 hornos que tienen, y producen al año 90 cargas de barro fino y 240 de ordinario, consumiéndose en Madrid un 40 del primero y un 50 del segundo; en Segovia 12 de fino y 190 de ordinario, y el remanente en pueblos...

En el inventario de bienes de Tomás Ledesma, tras su muerte, figuran platos, aguamaniles, ‘marcelinas’ (bandejas para el servicio del chocolate), fuentes, palanganas, salseras, ensaladeras, chocolateras, y ‘salvaderas’, así como moldes para la producción en serie de soperas de diferentes tamaños.
Aún en el inicio del siglo xxi no se habían podido rastrear piezas de la producción de los Ledesma en repertorios como el Archivo del Palacio Real, el Archivo de Simancas o en los fondos del Real Sitio de San Ildefonso, dificultad agravada por el hecho de que no se conozcan marcas de fábrica de los Ledesma.

## Los hermanos Ledesma
Hijos del alfarero Pedro de Ledesma y de Isabel de San Miguel, procedentes de Arrabal de Portillo, uno de los focos alfareros de la provincia de Valladolid con mayor tradición, localidad donde Manuel nació el 24 de mayo de 1722, y Tomás el 7 de marzo de 1724. Su padre y quizá un hermano, Ignacio, también alfarero, se trasladaron a Segovia hacia 1740. En 1745, el primogénito de los Ledesma, Manuel se casa con Isabel de Ramilla (que le da «numerosos hijos» antes de su muerte en 1778); por su parte, Tomás se casó en 1783 –sin descendencia– con María Pajares (de una familia de tejeros). Manuel, un año mayor que Tomás, murió en 1785. Un año después, y dejando abundantes deudas y pleitos pendientes, moriría también Tomás, cuyo carácter emprendedor no fue parejo a su habilidad comercial.